# Cyclanthera montana
Cyclanthera montana är en gurkväxtart som beskrevs av Célestin Alfred Cogniaux. Cyclanthera montana ingår i släktet springgurkor, och familjen gurkväxter. Inga underarter finns listade i Catalogue of Life.